# Caius Poetelius Libo Visolus (consul en -360)
Pour les articles homonymes, voir Caius Poetelius Libo Visolus.
Caius Poetelius Libo Visolus est un homme politique de la République romaine du IVe siècle av. J.-C.

## Biographie
Il est consul en 360 av. J.-C. (son collègue est Marcus Fabius Ambustus) ; il est chargé de la campagne contre les Tiburtini, alliés aux Gaulois, est victorieux et célèbre un triomphe ; il est de nouveau élu consul en 346 av. J.-C. avec Marcus Valerius Corvus pour collègue
Il est le père de Caius Poetelius Libo Visolus, consul en -326, sous le consulat duquel, selon Tite-Live est votée la lex Poetelia Papiria, une loi qui abolit la servitude pour dettes d'un débiteur envers son créancier.